# Inercja statku
Inercja statku to zjawisko polegające na trudnościach w manewrowaniu statkiem wynikające z:
- dużej masy statku
- stosunkowo małej mocy urządzeń napędowych i małej sprawności układu napędowego (zainstalowana moc jest rzędu 1 kW na tonę masy statku).
- stosunkowo małych oporów ruchu w środowisku wodnym, zwłaszcza przy małych prędkościach.

## Objawy inercji
Najwyraźniejszym objawem inercji jest kłopot z zatrzymaniem statku. Statek handlowy, załadowany, idący z pełną prędkością (kilkanaście węzłów, 20–40 km/h) po zatrzymaniu silnika będzie posuwał się naprzód jeszcze przez kilkanaście-kilkadziesiąt minut i przepłynie kilka mil. Użycie silnika pracującego wstecz znacznie zmniejsza ten dystans, ale na wielu statkach przesterowanie silnika na pracę wstecz wymaga kilkunastominutowego przygotowania.
Również nadanie prędkości statkowi zajmuje sporo czasu, co jest poważnym utrudnieniem w sytuacjach, kiedy na statek działa silny prąd lub silny wiatr.

## Urządzenia hamujące
Konstruktorzy próbowali zbudować urządzenia hamujące statki (najczęściej zwiększające opór) takie jak: rozchylane dzioby, dodatkowe płetwy, rozchylane płetwy steru, a także pędniki skierowane w przód. Ze względu na olbrzymie siły potrzebne do hamowania statku, urządzenia takie nie znalazły praktycznego zastosowania.

## Awaryjne zatrzymywanie statku
Najskuteczniejszym sposobem skrócenia drogi hamowania klasycznego statku jest naprzemienne przekładanie płetwy sterowej w skrajne położenia. Siła hamująca na płetwie steru i powstała na skutek częściowego posuwania się statku pod kątem do jego diametralnej pozwala na zmniejszenia drogi hamowania. Ze względu na podobieństwo ruchów płetwy steru do płetwy ogonowej ryby, sposób ten znany jest jako fishtailing (ang. fish tail – ogon ryby). 
Jeżeli sytuacja pozwala, zamiast hamowania stosuje się silną zmianę kursu (cyrkulację).

### Przykłady
- Masowiec o nośności 32 tys. ton, załadowany.
  - Ruszenie „cała naprzód” z zatrzymania: prędkość sterowną (ok. 3 węzłów, 1,5 m/s) osiągnie po 3 minutach, przebywszy ok. 180 m. Prędkość maksymalną, 15 w (7,5 m/s, 27 km/h) osiągnie po 33 minutach i przejściu 5 mil morskich (ok. 9 km)
  - Zatrzymanie przez zatrzymanie maszyn: Z prędkości 15 węzłów do zatrzymania, 36 minut, 4,6 mili (8500 m). Ostatnie 15 minut statek będzie miał prędkość mniejszą niż minimalna prędkość sterowna. Przebędzie w tym czasie ok. 1,5 mili (2700 m).
- Tankowiec o nośności 200 tys. ton
  - Załadowany potrzebuje ok. 75 minut na swobodne zatrzymanie, przebędzie 10,6 mili (19,5 km)
  - Bez ładunku (tylko z balastem) potrzebuje ok. 60 minut i 8,3 mili (15,3 km)

Tankowiec (z ładunkiem 200 tys. ton), przy hamowaniu pracą napędu „cała wstecz”, na zatrzymanie potrzebuje:
- Przy napędzie motorowym: 15 minut i 1,9 mili (3,5 km)
- Przy napędzie turbinowym 23 minuty i 2,6 mili (4,8 km).

Powyższe dane są uśrednione.
Zbiornikowiec o nośności 193 tys. ton (długość 300 m) na zatrzymanie z prędkości 12,7 węzła (23,5 km/h) manewrem maszyny „cała wstecz” potrzebuje 3900 m, przy zastosowaniu techniki fishtailing droga hamowania wynosi 1620 m.
Cyrkulacja: Średnica cyrkulacji taktycznej (w uproszczeniu: ilość miejsca, potrzebna na wykonanie zwrotu o 360 stopni), dla wspomnianego tankowca o nośności 200 tys. ton wynosi około 1100 m.